# Дэлгэрхаан (Туве)
Дэлгэрхаан (монг. Дэлгэрхаан) — сомон аймака Туве, Монголия.
Центр сомона — посёлок Хужирт находится в 223 километрах от города Зуунмод и в 263 километрах от столицы страны — Улан-Батора.
Есть школа, больница, торгово-культурные центры.

## География
По территории сомона протекают реки Их, Бага Хушуут, Урт Буур, Майц, Ботгон Царам, есть много мелких озёр. Горы Дэлгэрхан (1944 метров), Ует Буурал, Уулын Хушуут, Баян Ундур, Тарамцаг и др.
Климат резко континентальный. Средняя температура января -25°С, июля +20°С. В год в среднем выпадает 300 мм осадков.
Имеются запасы дымчатого хрусталя, агата, халцедона, меди, соли.